# Kumla landskommun, Västmanland
Kumla landskommun var en tidigare kommun i Västmanlands län. 

## Administrativ historik
Den inrättades i Kumla socken i Övertjurbo härad i Västmanland när 1862 års kommunalförordningar trädde i kraft den 1 januari 1863. 
Vid den landsomfattande kommunreformen 1952 gick den upp i Tärna landskommun. 
Sedan 1971 tillhör området Sala kommun.

## Politik

### Mandatfördelning i valen 1938-1946
| 6 | 12 | 2 |

| 20 |

| 7 | 11 | 2 |

| 19 |

| 8 | 10 | 2 |

| 19 |